# Stephen Bronner
Stephen Eric Bronner (* 19. August 1949 in New York) ist ein politischer Philosoph und Professor der Politikwissenschaft, der Literaturwissenschaft sowie der Germanistik an der Rutgers University in New Brunswick in New Jersey, USA.
Er verfasste mehr als zwanzig Bücher auf dem Gebiet der Politiktheorie.

## Leben
Bronner erhielt seinen Bachelor (B.A.) am City College, New York, und verbrachte anschließend im Rahmen eines Stipendiums ein Jahr an der Eberhard Karls Universität Tübingen. Seinen Magister der Philosophie (M.A.) und die anschließende Promotion (Ph.D.) in der Politikwissenschaft erlangte Bronner an der University of California, Berkeley. 
Seit 1976 lehrt Bronner an der Rutgers University. Als Gastprofessor war er zudem tätig an der New School for Social Research sowie im Jahr 1998 an der Universität Leipzig.
Bronner lieferte viele Beiträge in Fachzeitschriften, wie z. B. New Politics, Political Theory, Social Research oder Telos. Er schrieb auch etliche Bücher über zeitgenössische politische Theorie, Kultur und Geschichte. Für sein Buch Augenblicke der Entscheidung: Politische Geschichte und die Krisen der radikalen Linken wurde er 1991 mit dem Michael-A.-Harrington-Preis ausgezeichnet.
Er ist ferner einer der Herausgeber von Logos: A Journal of Modern Society and Culture und gehört den Redaktionsausschüssen der Journale New Political Theory, X-Alta (Frankreich) und Eszmelet (Ungarn) an.

## Theoretische Beiträge
Im Schwerpunkt seiner Arbeit steht bei Stephen Bronner die Verbindung traditioneller politischer Theorien und Theoretiker innerhalb ihrer sozialen, politischen, kulturellen und historischen Kontexte mit dem Ziel diese gemeinsam kritisch zu reflektieren. Aus der Tradition heraus unternimmt er den Versuch, ihre hervorstechenden Merkmale zu erkennen und daran sowohl die Anforderungen des und ihre Ausdrucksform im nächsten Jahrtausend abzuleiten.
Durch seine kritischen Analysen und Interpretationen, in denen er traditionelle Theorien mit neuen Werten und Verpflichtungen kombiniert, artikuliert er die mögliche Bedeutung der Tradition für die Entwicklung einer progressiven Politik und konfrontiert mit einer Fülle von Aufgaben, die sich aus der modernen Gesellschaft ergeben.

## Publikationen

### Gelehrte Arbeiten
- Blood in the Sand: Imperial Fantasies, Right-Wing Ambitions, and the Erosion of American Democracy. The University Press of Kentucky, 2005, ISBN 0813123674.
- Reclaiming the Enlightenment: Toward a Politics of Radical Engagement. New York: Columbia University Press, 2004, ISBN 0231126085.
- A Rumor about the Jews: Anti-Semitism. Conspiracy, and the Protocols of Zion. Berlin: Propylaen Verlag, 2000, ISBN 0195169565.
- Imagining the Possible: Radical Politics for Conservative Times. New York: Routledge, 2002, ISBN 0415932602.
- Of Critical Theory and Its Theorists. London: Basil Blackwell, 1994, ISBN 0415932637.
- Socialism Unbound. New York: Routledge, 1990, ISBN 081336776X.
- Ideas in Action: Political Tradition in the Twentieth Century. Lanham, Maryland: Rowman & Littlefield, 1999, ISBN 0847693872.
- Camus: Portrait of a Moralist. Berlin: Verlag Vorwerk 8, 2002, ISBN 0816632839.
- Moments of Decision: Political History and the Crises of Radicalism. Frankfurt am Main: Suhrkamp Verlag, 2000, ISBN 041590465X.
- Rosa Luxemburg: A Revolutionary for Our Times. London: Pluto Press, 1980, ISBN 0271025050.

### Populäre Arbeiten
- Albert Camus: The Thinker, The Artist, The Man. New York: Franklin Watt, 1996, ISBN 0531113051.
- Leon Blum. New York: Chelsea House Publishing Co., 1986, ISBN 0877545111.
- A Beggar's Tales. New York: Pella Press, 1978.

### Redigierte Arbeiten
- The Logos Reader: Rational Radicalism And the Future of Politics. Mit Michael J. Thompson. University Press of Kentucky, 2005, ISBN 0813191483.
- Planetary Politics: Human Rights, Terror, and Global Society. Lanham, Maryland: Rowman & Littlefield, 2005.
- Twentieth Century Political Theory: A Reader. New York: Routledge, 1996, ISBN 0415948991.
- Re-Framing the International: Law, Politics and Culture. Mit Lester Edwin J. Ruiz und R. B. J. Walker. New York: Routledge, 2002, ISBN 0415931754.
- Vienna: The World of Yesterday 1889–1914. Mit F. Peter Wagner. Atlantic Highlands, New Jersey: Humanities Press International, 1997, ISBN 0391039873.
- Television and the Crisis of Democracy. Mit Douglas Kellner. Boulder, Colorado: Westview Press, 1990, ISBN 0813305497.
- The Letters of Rosa Luxemburg. Boulder, Colorado: Westview Press, 1979, ISBN 1573925810.
- Critical Theory and Society. Mit Douglas Kellner. New York: Routledge, 1989, ISBN 0415900417.
- Socialism in History: Political Essays of Henry Patcher. New York: Columbia University Press, 1984, ISBN 0231056605.
- Passion and Rebellion: The Expressionist Heritage. Mit Douglas Kellner. South Hadley, Massachusetts: Bergin & Garvey; New York: Universe Books; and London: Croom Helm, 1983, ISBN 0876633564.